# 駝背珠鱂
駝背珠鱂，為輻鰭魚綱鯉齒目鰕鱂亞目溪鱂科的其中一種，為熱帶淡水魚，分布於南美洲巴西聖弗朗西斯科河中游流域，本魚雄魚胸鰭較雌魚長，體側背部散布小金點，雌魚胸鰭及尾鰭圓形，背鰭軟條14-18枚;臀鰭軟條17-21枚，體長可達9.8公分，棲息在底中層水域，生活習性不明。

## 擴展閱讀
維基物種上的相關：駝背珠鱂